# Napoleon Wiktor Bonaparte
Wiktor Bonaparte, książę Napoleon, fr. Victor Jérôme Frédéric Bonaparte, Prince Napoléon (ur. 18 lipca 1862 w Paryżu, zm. 3 maja 1926 w Brukseli) – głowa rodu Bonaparte w latach 1891–1926 i od 1884 bonapartystowski pretendent do tronu cesarskiego Francji jako Napoleon V.
Urodził się w czasie panowania Napoleona III jako syn cesarskiego kuzyna ks. Napoleona Józefa Bonaparte zwanego Plonplon i księżniczki Sabaudzkiej Klotyldy Marii, córki króla Włoch Wiktora Emanuela II. W testamencie kuzyna Napoleona zwanego Czwartym Napoleon Wiktor został wyznaczony na jego spadkobiercę i następcę w prawach do tronu, czemu natychmiast sprzeciwił się ojciec ks. Plonplon. Niemniej jednak po osiągnięciu pełnoletniości Wiktor ogłosił się w roku 1884 legalnym pretendentem, co doprowadziło do zerwania z ojcem. W 1886 władze III Republiki Francuskiej skazały wszystkich pretendentów, zarówno orleańskich jak bonapartystowskich, na banicję i Napoleon Wiktor osiedlił się w Brukseli.
Zamożny (pomagała mu cesarzowa Eugenia, bo po ciotce Matyldzie, popierającej brata w czasie sporu Wiktora z Plonplonem, nie odziedziczył ani grosza), przyjmowany chętnie na belgijskim dworze królewskim Wiktor zakochał się z wzajemnością w córce Leopolda II belgijskiego, Klementynie (1872–1955), ale król nie chciał narażać córki na niepewne losy małżonki pretendenta i do końca życia nie udzielił zezwolenia na ślub. Niemłodzi już zakochani pobrali się dopiero 14 listopada 1910 roku, po śmierci Leopolda i osiedli koło Brukseli. Mieli dwoje dzieci, syn ich Napoleon Ludwik Hieronim Bonaparte (1914–1997) został po śmierci ojca głową rodu.
W 1914 Napoleon Wiktor zgłosił się na ochotnika do armii francuskiej, ale ze względu na prawo o banicji nie przyjęto go, po czym przeniósł się wraz z żoną i dziećmi, uciekając przed niemiecką inwazją Belgii, do Farnborough Hill, angielskiej rezydencji cesarzowej Eugenii, po której odziedziczył Farnborough w 1920 roku. Ostatnie lata życia spędził na porządkowaniu bogatych zbiorów pamiątek bonapartystowskich odziedziczonych po przodkach, dla których stworzył małe muzeum w Brukseli. Nigdy więcej nie ujrzał Francji i zmarł w Brukseli. Syn przekazał zbiory w roku 1979 państwu francuskiemu.